# Gese Wechel
Gese Wechel, även kallad Gese Althna, född i Hamburg, död i Lübeck 1645, var svenska postverkets chef mellan åren 1637 och 1642 och därmed Sveriges första kvinnliga verkschef, titulerad Sveriges rikes postmästarinna eller "Svea rikets generalpostmästarinna". 

## Biografi
Gese Althna föddes i Tyskland. Hon gifte sig med Anders Wechel under dennes tjänstetid i Hamburg på 1630-talet. Anders Wechel som var av tysk härkomst hade från 1632 varit svensk kunskapare i Leipzig och senare även postmästare vid det svenska postkontoret i Hamburg till och med 1635. Då var Gese enligt uppgift tjänstepiga hos den svenske residenten där. Hon följde Anders Wechel till Sverige när han fick tjänsten som Sveriges postmästare av Axel Oxenstierna år 1636. 

### Postverkets chef
Innan hennes make dog anhöll han om att hans änka skulle få ta över ämbetet. Hon övertog därför chefskapet efter sin man Anders Wechel när denne avled. Hon blir därmed den första i raden av många postmästaränkor, som därefter kom att efterträda sina män i tjänsten. Förmodligen hade Gese Wechel redan under mannens sista sjukdom övertagit hans sysslor. Det framgår av att när regeringen nästan två år senare den 25 oktober 1638 bekräftade hennes postmästarbefattning så gjorde man det med förklaringen att hon ”nu i snart tu år samma postväsende väl dirigerat och förestått”. 
I sin tjänsteutövning hade hon hjälp av en ingermanländsk adelsman Bernhard Steen von Steenhausen vilken 1638 utnämndes till ”generalriksschultz” med uppgift att vaka över civil och militär rättskipning. I denna befattning skulle han också ha uppsikt över kommunikationerna och postväsendet. Han blev därmed jämställd med ”generalpostmästarinnan” och de två kom att gemensamt utfärda postala ämbetsskrivelser. 
Vid sidan om sitt ämbete som överpostmästarinna ansvarade hon även för Stockholms stads postgång. Hennes viktigaste förtrogna var rikets statsfogde Steen von Steenhausen och Olof Jönsson. Tillsammans med dem deltog hon i arbetet med att planera och organisera Finlands postverk. Trots att hon tidigare hade berömts för att ha skött sitt arbete framgångsrikt, fråntogs hon ämbetet 1642 av sekreteraren för handelsärenden Johan Beijer med förklaringen att hon ”såsom kvinnsperson och eljest av sine svag- och olägenheter” ej förmått uppehålla tjänsten. Därmed upphörde även Steen von Steenhausens befattning med postväsendet. 
Mellan 1637 och 1722, fram till att det förbjöds, bestod åtta procent av Sveriges postmästare av kvinnor, änkor efter postmästare. Kvinnor uteslöts från yrket 1722 och blev återigen tillåtna att utöva det 1863.

### Senare liv
Efter att hon avsatts från sin befattning begav sig Gese Wechel till Lübeck, där hon troligen avled redan omkring 1645. Hur hon levde återstoden av sitt liv finns det inga källor om. Hennes och Andreas Wechels son blev dock kvar i Sverige.